# Connecticut Sun 2014
La stagione 2014 delle Connecticut Sun fu la 16ª nella WNBA per la franchigia.
Le Connecticut Sun arrivarono seste nella Eastern Conference con un record di 13-21, non qualificandosi per i play-off.

## Roster
| N° | Naz.                   | Ruolo | Sportivo          | Anno | Alt. | Peso |
| -- | ---------------------- | ----- | ----------------- | ---- | ---- | ---- |
| 3  | Stati Uniti (bandiera) | G     | Allison Hightower | 1988 | 178  | 63   |
| 4  | Stati Uniti (bandiera) | GA    | Danielle McCray   | 1987 | 180  | 77   |
| 5  | Stati Uniti (bandiera) | A     | Kelsey Griffin    | 1987 | 185  | 76   |
| 7  | Stati Uniti (bandiera) | A     | Kayla Pedersen    | 1989 | 193  | 86   |
| 13 | Stati Uniti (bandiera) | A     | Chiney Ogwumike   | 1992 | 193  | 79   |
| 14 | Stati Uniti (bandiera) | AC    | Kelsey Bone       | 1991 | 193  | 98   |
| 15 | Stati Uniti (bandiera) | G     | Briana Gilbreath  | 1990 | 183  | 68   |
| 16 | Stati Uniti (bandiera) | A     | Ebony Hoffman     | 1982 | 188  | 98   |
| 20 | Stati Uniti (bandiera) | G     | Alex Bentley      | 1990 | 170  | 69   |
| 21 | Stati Uniti (bandiera) | G     | Renee Montgomery  | 1986 | 170  | 65   |
| 23 | Stati Uniti (bandiera) | GA    | Katie Douglas     | 1979 | 183  | 75   |
| 25 | Stati Uniti (bandiera) | A     | Alyssa Thomas     | 1992 | 188  | 84   |
| 34 | Stati Uniti (bandiera) | G     | Kelly Faris       | 1991 | 180  | 70   |
| 52 | Stati Uniti (bandiera) | C     | Kelley Cain       | 1989 | 198  | 100  |

## Staff tecnico
- Allenatore: Anne Donovan
- Vice-allenatori: Jennifer Gillom, Steven Key
- Preparatore atletico: Jeremy Norman
- Preparatore fisico: Lisa White